# The Shepherd (Kurzfilm)
The Shepherd ist ein US-amerikanischer animierter Kurzfilm von Cameron Guess aus dem Jahr 1967.

## Handlung
Schäfer Harry will mit seiner Schafherde in der Großstadt Karriere machen. Mit seinen Tieren zieht er von Firma zu Firma und spricht vor, muss jedoch schnell erkennen, dass es in der Großstadt keine Stellen für Schäfer gibt. Er schickt seine Schafe zurück aufs Land und gibt die Arbeit als Schäfer auf. Harry wirft seinen Schäferstock von der Brooklyn Bridge und beginnt ein Fernstudium. Am Ende besteht er die Abschlussprüfung und ist nun amtlich zugelassener Hufschmied.

## Produktion
The Shepherd wurde von Derek Lamb animiert, der auch das Drehbuch zum Film verfasste. Nach The Well (1965) war es der zweite Film, den Cameron Guess mit seiner Firma Cameron Guess & Associates produzierte.

## Auszeichnungen
The Shepherd wurde 1971 für einen Oscar in der Kategorie „Bester animierter Kurzfilm“ nominiert, konnte sich jedoch nicht gegen Is It Always Right to Be Right? durchsetzen.